# Janusia lindmanii
Janusia lindmanii är en tvåhjärtbladig växtart som först beskrevs av Skottsberg, och fick sitt nu gällande namn av W.R. Anderson. Janusia lindmanii ingår i släktet Janusia och familjen Malpighiaceae. Inga underarter finns listade i Catalogue of Life.